# Cattleya purpurata
Cattleya purpurata (возможные русские названия: Каттлея пурпурная, или Софронитис пурпурный, или Лелия пурпурная) — многолетнее травянистое растение семейства Орхидные.
Вид не имеет устоявшегося русского названия.

## Синонимы
По данным Королевских ботанических садов в Кью:
- Laelia purpurata Lindl. & Paxton, 1852
- Bletia purpurata (Lindl. & Paxton) Rchb.f. in W.G.Walpers, 1862, nom. illeg.
- Sophronitis purpurata (Lindl. & Paxton) Van den Berg & M.W.Chase, 2000
- Hadrolaelia purpurata (Lindl. & Paxton) Chiron & V.P.Castro, 2002
- Brasilaelia purpurata (Lindl. & Paxton) Campacci, 2006
- Chironiella purpurata (Lindl. & Paxton) Braem, 2006
- Amalia purpurea Heynh., 1846, nom. nud.
- Cattleya brysiana Lem., 1853
- Laelia purpurata var. praetexta Rchb.f., 1855
- Laelia casperiana Rchb.f., 1859
- Bletia casperiana (Rchb.f.) Rchb.f. in W.G.Walpers, 1862
- Bletia purpurata var. aurorea Rchb.f., 1862
- Bletia purpurata var. pallida Rchb.f., 1862
- Bletia purpurata var. praetexta (Rchb.f.) Rchb.f., 1862
- Laelia purpurata var. nelisii Lem., 1868
- Laelia purpurata var. rosea Regel, 1872
- Laelia russelliana B.S.Williams, 1885
- Laelia purpurata var. russelliana (B.S.Williams) B.S.Williams, 1887
- Laelia purpurata var. blenheimense R.Warner & B.S.Williams, 1889
- Laelia purpurata var. virginalis L.C.Menezes, 1995
- Hadrolaelia purpurata f. virginalis (L.C.Menezes) F.Barros & J.A.N.Bat., 2004

## Ареал, экологические особенности

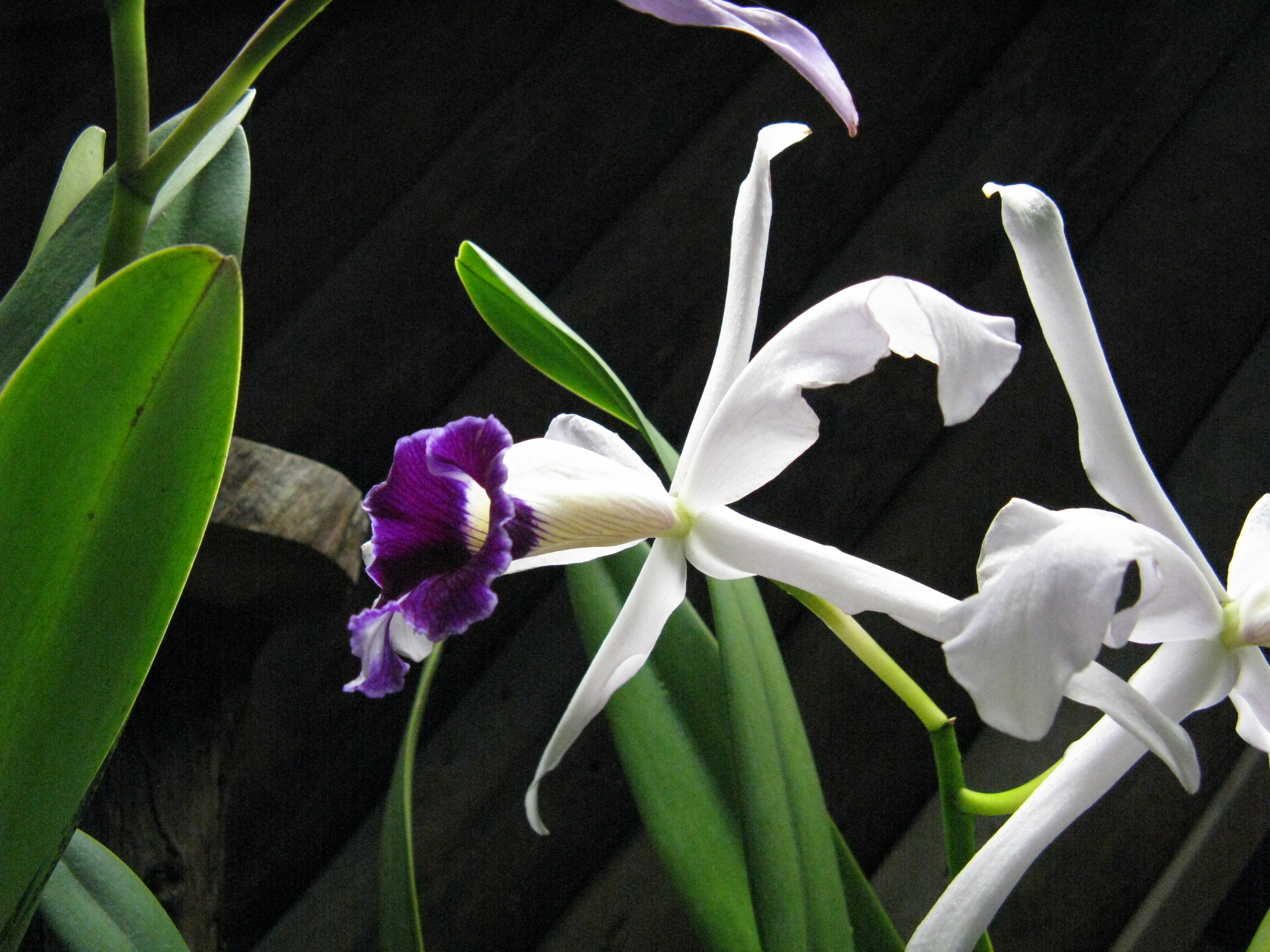
Sophronitis purpurata

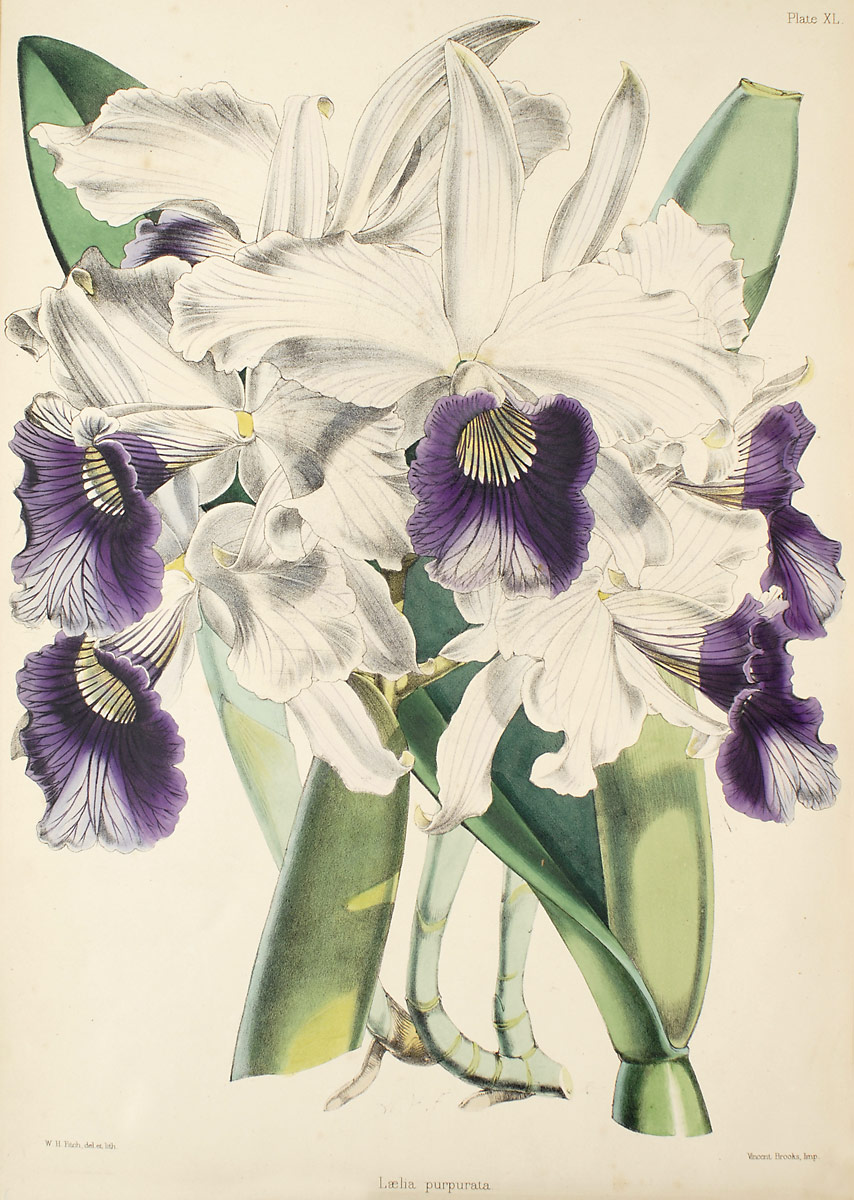
Sophronitis purpurata

Эндемик Бразилии (районы Рио-де-Жанейро, Сан-Паулу, Санта-Катарина и Риу-Гранди-ду-Сул, а также в районах к югу от Порту-Алегри). 

Эпифит, высоко в кронах деревьев. 

Тропические леса на высотах от 0 до 400 метров над уровнем моря. В прошлом в изобилии встречались на пляжах. Однако из-за бесконтрольного сбора и из-за разрушения естественной среды обитания в настоящее время встречаются только на высоких деревья в трудно достижимых районах.
Охраняемый вид. В природе крайне редок. Входит в Приложение II Конвенции CITES. Цель Конвенции состоит в том, чтобы гарантировать, что международная торговля дикими животными и растениями не создаёт угрозы их выживанию.
Относительная влажность воздуха от 70 до 80 % в течение всего года.

Средние температуры (день/ночь) — от 18.9/9.4 °C в январе до 30,6/20.1 °C в августе.

Период цветения: с марта по ноябрь с пиком в мае.

## Систематика
Не считаясь с тем, что данный вид по всем признакам, за исключением количества поллиниев (у лелий — 8, у каттлей — 4) является типичной крупноцветковой каттлеей, до 2000 года его относили к роду Laelia. Недавние исследования ДНК подтвердили то, что было очевидно уже более 100 лет, что каттлееподобные лелии весьма отличаются от мексиканских лелий. В результате чего Laelia purpurata причислили к роду Sophronitis, что вызвало новую волну критики. В настоящее время вид относят к роду Каттлея.

## Биологическое описание
Симподиальное растение до 100 см высотой. Новые побеги начинают появляться в осенний и зимний период.

Ризома короткая.
Псевдобульбы веретеновидные, однолистные, до 60 см в высоту, шириной до 3 см.

Листья тёмно-зеленые, удлиненно-ремневидные, на конце округленные, кожистые, прямостоячие, до 20—38 см длиной, 5 см шириной.

Цветонос 20—32 см длиной, 2—5 цветковый. 

Цветки крупные, ароматные, яркие, 15—20 см в диаметре, в исключительных случаях может достигать 25 см. 
 Чашелистики и лепестки нежно-розовые, в зеве желтые с лиловыми жилками. Чашелистики обратноланцетные, притупленные, длиной 7—10 см, шириной до 2 см. Лепестки овально-яйцевидные, округленные, по краю волнистые, длиной 8-10 см, шириной до 5 см. 
Губа воронковидная, с 3 нечеткими лопастями, бархатистая, пурпурного цвета, длиной 7—9 см, шириной до 7 см. Боковые лопасти округленные, охватывающие колонку; средняя — округленная, оттопыренная, с волнистым краем. 
 Колонка длиной до 2,5 см.
Цветки Cattleya purpurata крайне изменчивы по окраске. В настоящее время цветоводы выделяют сотни разновидностей.

## В культуре
Температура воздуха летом 14.5—15.5 °C ночью и 26.5—29.5 °C в течение дня. Новые побеги, как правило, начинают образовываться в конце лета — начале осени и заканчивают своё формирование к середине января или начале февраля. Бутоны начинают свой рост после короткого периода отдыха. Цветение происходит в конце мая — июне. После цветения, до появления новых побегов, полив на несколько недель сокращают.
Зимой дневная температура 19—20 °C, ночная 9—10 °C, с ежедневной амплитудой 10 °C.
Посадка в горшок или корзинку для эпифитов с субстратом из сосновой коры средней или крупной фракции. 
 Полив регулярный. Субстрат после полива должен полностью просыхать. Для полива лучше использовать воду прошедшую очистку методом обратного осмоса.
Относительная влажность воздуха 65—80 %.
Освещение: 50% от прямого солнечного света. По другим данным: 25000—35000 люкс. Растения способны переносить прямой солнечный свет, при наличии сильного движения воздуха.
В период вегетации подкормки комплексным удобрением для орхидей в минимальной концентрации 1—3 раза в месяц. 
Продолжительность цветения 1,5—2 недели.
В культуре распространено большое количество цветовых вариаций,:
- Laelia purpurata var. alba — чисто белые цветы с небольшой долей жёлтого внутри губы.
- Laelia purpurata var. carnea — цветы белые, передняя часть губы бледно-розовая с более тёмными прожилками, внутренняя часть губы желтоватая.
- Laelia purpurata var. coerulea — цветы белые, передняя часть губы окрасом от интенсивного до бледного фиолетового, а внутри ярко-жёлтая с более тёмными прожилками.
- Laelia purpurata var. roxo-violeta — тепалии бледно-розовые, а губа пурпурная.
- Laelia purpurata var. rubra — общий окрас цветка розовый, с более тёмной губой.
- Laelia purpurata var. russeliana — слегка розовые лепестки и чашелистики с тёмно-розовой губой.
- Laelia purpurata var. sanguinea — цветок цвета красного вина, губа тёмно-пурпурная.
- Laelia purpurata var. striata — имеет тёмные прожилки на петалиях.
- Laelia purpurata var. vagnota — цветы белые, губа яркая карминово-красная.
- Laelia purpurata var. werkhauseri — цветы белые, а передняя часть губы усыпана бледно-фиолетовыми прожилками.

## Искусственныегибриды(грексы)

Cattleya C. G. Roebling
'Blue Indigo' Sanders, 1895

По данным The International Orchid Register.
- Cattleya C. G. Roebling — C. gaskelliana × C. purpurata, Sanders, 1895
- Cattlianthe Doris and Byron, 2008.
- Sophrocattleya Prinsesse Benedikte — C. nobilior x S. [L.] purpurata, H.Christiansen, 2008
- Sophrocattleya Purang — C. Angelwalker x S. [L.] purpurata, C.A.Hammond, 2008
- Sophrothechea Newberry Butterscotch — S. [L.] purpurata x Sht. [Epl.] Westconnett Gold, Carter & Holmes, 2008
- Sophrocyclia Richard Schneider — S. [L.] purpurata x E. [Epi.] tampensis, E.Merkle (O/U), 2007
- Sophronitis Love Psychedelic Orchestra — S. [L.] Pastoral Symphony x S. [L.] purpurata, K.Komiyama, 2008
- Sophronitis Hitachimusume — S. [L.] purpurata x S. [L.] fidelensis, A.Mochizuki, 2008
- Brassolaelia Purple Cricket — B. Jimminey Cricket x L. purpurata, B.Huizing, 2006
- Brassolaeliocattleya Striking Beauty — L. purpurata x Blc. Amy Wakasugi, Suwada Orch. 2005
- Brassolaeliocattleya Winnie Makaea — Blc. Mickey’s Freckles x L. purpurata, Hawaii Hybrids, 2006
- Brassolaeliocattleya Beginnings — Blc. Waikiki Gold x L. purpurata, O.J.Bromfield, 2004
- Brassolaeliocattleya Simba’s Song — Bc. Maikai x L. purpurata, J.Macgregor(Quest Orch.), 2002
- Brassolaeliocattleya Samba Breeze — Bc. Rolling Thunder x L. purpurata, R.Agnes, 2000
- Epilaelia Sedona — L. purpurata x Epi. adenocaulum, Hoosier(O/U), 2003
- Epilaelia Emily Ruth — L. purpurata x Epi. hanburii, D.Bedford, 2000
- Laeliocattleya Empathy — L. purpurata x C. Intertexta, G.S.Smith(Stewart Orch.), 2002
- Laeliocattleya Canaima’s First — L. purpurata x C. violacea, Suwada Orch. (Canaima Orch.), 2005
- Laeliocattleya Hsinying Pub — C. Batagesi x L. purpurata, Ching Hua, 2006
- Laeliocattleya Tsubasa — L. purpurata x C. wallisii, A.Amino, 2005
- Laeliocattleya Nobile’s Charmed — L. purpurata x C. Tiffin Bells, S.Barani, 2004
- Laeliocattleya Paysage — C. Howard Leonard x L. purpurata, G.Kimbara, 2004
- Laeliocattleya Nobile’s Beata — Lc. Beatriz Künning x L. purpurata, S.Barani, 2005
- Laeliocattleya Orquidacea’s Jane Love — C. Virginia Ruiz x L. purpurata, R.Giorchino, 2005
- Laeliocattleya Rosa van Leemput — L. purpurata x C. King George, A.De Prins, 2001
- Laeliocattleya Michael Beach — C. Hawaiian Variable x L. purpurata, G.Lawless (R.Tokunaga), 2001
- Laeliocattleya Lo’s Thought — L. purpurata x Lc. Orglade’s Glow, Lo’s Orchids, 2004
- Rhynchosophrocattleya Memoria Gerald Miller — Rsc. [Blc.] Ablaze Medal x S. [L.] purpurata, Jasen Curry, 2008